# جون هربرت شابمان
جون هربرت شابمان هو فيزيائي كندي، ولد في 28 أغسطس 1921 في لندن في كندا، وتوفي في 28 سبتمبر 1979.